# Осборн, Франц
Франц Осборн (нем. Franz Osborn; 11 июля 1905 или 11 июля 1903, Берлин — 8 июня 1955, Базель) — немецкий пианист. Сын искусствоведа Макса Осборна.

## Биография
Учился в Берлине у Леонида Крейцера, однако в наибольшей степени, частным образом, у Артура Шнабеля; изучал также композицию под руководством Франца Шрекера. В 1920-е гг. концертировал в Берлине (в том числе с Эммануэлем Фойерманом). Вместе с Крейцером, Бруно Эйснером и Георгом Бертрамом записал концерт для четырёх клавиров с оркестром Антонио Вивальди (Берлинский филармонический оркестр, дирижёр Хайнц Унгер). В репертуаре Осборна важнейшее место занимал Людвиг ван Бетховен.
C приходом к власти нацистов бежал в Великобританию. Продолжил концертную деятельность; юный Бенджамин Бриттен в 1934 г. оценивал в дневнике его исполнение Симфонических вариаций Сезара Франка как тяжёлое и нечувствительное. С началом Второй мировой войны, будучи евреем-беженцем из Германии, был тем не менее интернирован в Лингфилде как подданный враждебной державы. В послевоенные годы концертировал с английскими оркестрами, в том числе с Симфоническим оркестром BBC (дирижёры Бэзил Камерон, Малкольм Сарджент), записал несколько сонат Бетховена для скрипки и фортепиано (с Максом Росталем), выступал также вместе с валторнистом Деннисом Брейном.
Был женат на Джун Кэйпел (1920—2006), дочери спортсмена и предпринимателя Артура Кэйпела (более всего известного своим романом с Коко Шанель). Их сын Кристофер Осборн вызвал закулисный скандал в британской образовательной системе, поскольку ему было отказано в приёме Итонский колледж как сыну иностранца; Джун Осборн неофициально обратилась к выпускнику Итона философу А. Дж. Айеру, тот, также неофициально, к премьер-министру Макмиллану, и под нажимом премьер-министра правило о недопущении в Итон сыновей иностранцев было отменено.